# Вівтарна поема
Вівтарний вірш — це шаблонний вірш, у якому рядки розташовані так, щоб виглядати як вівтар. Текст і форма пов’язані один з одним, остання зазвичай надає додаткового значення самому віршу. Традиція формованої поезії сягає грецьких поетів, які писали в Александрії до нашої ери, але більшість прикладів датуються пізнішим часом і були написані європейськими християнськими поетами в період бароко.

## Класичні приклади
Три поеми у формі вівтарів датуються класичними часами, починаючи з рубежу нашої ери, і стосуються язичницьких вівтарів, хоча останній з поетів був християнином .
Ім'я творця найдавнішої поеми відомо як Досіада, але інших відомостей про нього немає. Як і в деяких віршах, написаних до цього, 18 рядків пропонують загадку, ключ до якої дає форма. Містячи невиразні натяки на грецьку міфологію, в яку потрібно спочатку проникнути, вони починаються словами: «Я — витвір чоловіка цариці в чоловічій мантії, двічі молодого смертного», під чим розуміють Ясона, чоловіка Медеї, який колись мав рятуватися втечею в чоловічому вбранні та яка омолодила свого чоловіка, зваривши його в казані. Головоломка продовжується ще на шістнадцять довших і коротших ліній, розташованих так, щоб представляти вівтар, збалансований на колоні. 

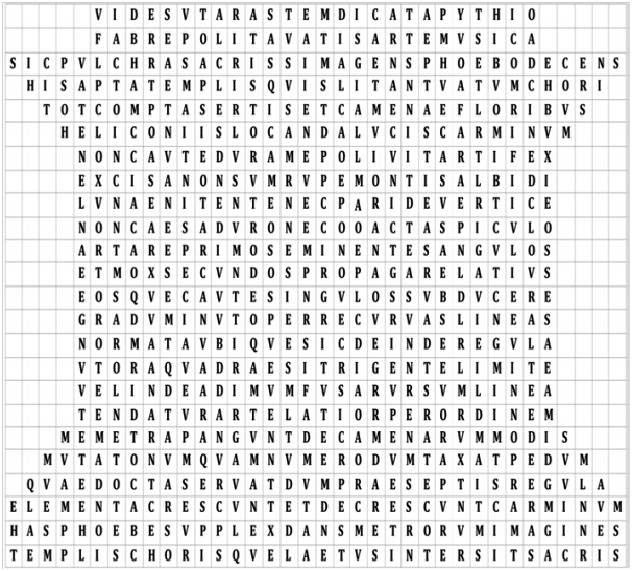
Вівтарна поема (Кармен XXVI) Оптаціана

Друга поема також написана грецькою мовою і була твором Луція Юлія Вестина, який описує себе як «Первосвященик Александрії та всього Єгипту, куратор музею, хранитель бібліотек Греції та Риму в Римі, наглядач за Освіта Адріана і секретар того ж імператора». 26 рядків поеми представляють собою монолог вівтаря, але початкові літери рядків також є акровіршем, у якому викладено вітальне послання до імператора. 
Нарешті, є вірш, написаний латинською мовою Публілієм Оптаціаном Порфірієм, датований першою чвертю 4 століття. У цьому вівтар описує свою конструкцію як «відшліфовану ремеслом музичного мистецтва поета ( fabre polita vatis arte musica )… Я прямо обмежений і стримую свої краї, коли вони намагаються рости, а потім, у наступній частині, дозволяю їм поширюється ширше". Потім він розробляється так само самоописовим способом.  Вірш було визнано «безсумнівно, пряма імітація «Вівтаря Ясона» Досіда.  

## Англійське бароко
Вірші у формі вівтаря знову з’являються в епоху бароко, написані освіченими авторами, які натрапили на фігурні вірші, що збереглися в грецькій антології . На самому початку цього періоду було встановлено, що вівтар є зручною формою для епітафії, як в анонімній данині грецькою мовою поету Філіпу Сіднею в Peplus Illustrissimi viri D. Philippi Sidnaei (1587),  і є пізніші приклади таких епітафій англійською мовою Вільяма Брауна  і Роберта Барона . 
Була ще більш рання вівтарна поема латинською мовою, датована 1573 роком, написана англійським католиком Річардом Віллісом. Відвертаючись від язичницьких асоціацій, його вірш проголошує себе «вівтарем християнської релігії». У його присутності Вілліс представляє себе як «Відродженого у святому купелі хрещення»; хоч і випробуваний небезпечним вигнанням, він збереже віру до кінця.  Вірші-присвяти королю Якову Першому, що передують перекладу Ісуса Сильвестра християнського епосу 1604 року Дю Бартасом, займають середину між язичницьким і християнським. Вони розташовані у вигляді вівтаря, зосередженого на кожній з класичних муз, але в основному їхні імена використовуються лише як маркери різних аспектів поеми, рекомендованої королю. 

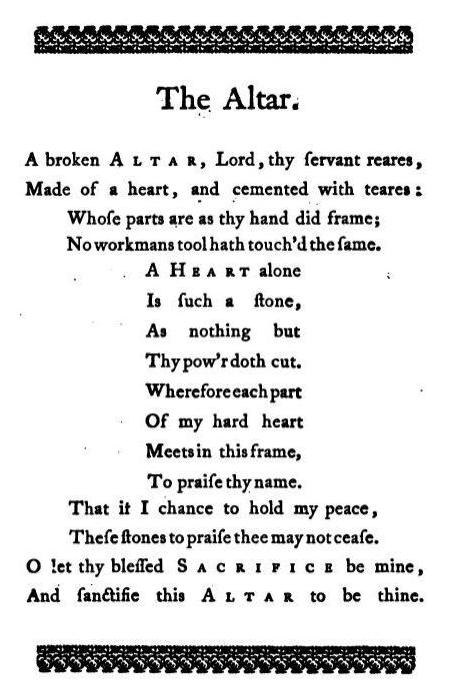
Текст "Вівтаря" Джорджа Герберта XVII століття

Більшість сучасних коментарів зосереджені на зв’язку вівтарних віршів того періоду з найвідомішим прикладом — «Вівтарем» Джорджа Герберта (1633). Водночас більш ранній анонімний твір, опублікований у «Поетичній рапсодії» Френсіса Девісона (1602), є зверненням відкинутого коханця і за своєю формою наближається до творіння Герберта. Цей вірш складається з перехресно римованого восьмискладового катрена, який підтримується трьома чотирискладовими катренами, побудованими на основі іншого восьмискладового катрена.
Однак вірш Герберта суттєво відрізняється за структурою. У ньому використано римування у куплетах і рядки різної довжини (пентаметр чергується з тетраметром) у заголовній частині, які перевернуті в основній. Крім того, тон вірша Герберта значно серйозніший, навіть попри використання пишної барокової образності. Його «вівтар» символічно побудований із розбитого кам’яного серця, яке приноситься в жертву Богу.
Майже сучасний вірш Вільяма Босворта (написаний близько 1628 року, хоча надрукований лише в 1651 році) точно відповідає формі вівтаря Герберта. Він з’являється без назви ближче до кінця епізоду «Гемон і Антігона» в його «Цнотливих і загублених коханцях », починаючи з рядків «Ті, що розпусні вбрання Ідалії носять/ Ніяких жертв для мене не повинні готувати». Існує також повторення слова «вівтар» у зв’язку зі словом «жертва», яке, більш логічно, ніж у Герберта, з’являється на вершині вівтаря.  Вірш Едварда Бенлоуза «Освячення» у його «Теофілі, або Любить жертву: божественна поема» (1652) за формою відрізнявся від Герберта, але був оточений промальованим контуром, щоб зробити подібність до вівтаря більш чіткою  як це сталося в деяких пізніших виданнях поеми Герберта.  В останній чверті століття з’явилася словесна «рабська імітація» Герберта Семюеля Спіда  також названа «Вівтар», у його «Тюремній благочестивості» (1677). 
У будь-якому разі смак до такого роду продукції закінчився. Джон Драйден сатиризував смак бароко у своєму « Мак Флекно » а Джозеф Аддісон виділив «Вівтар» Герберта та супутній твір « Великодні крила » як фальшивий і застарілий вид дотепу.  У Німеччині також, де було подібне божевілля, Йоганн Леонхард Фріш створив кілька екстремальних прикладів, зокрема вівтар із палаючим серцем, як сатиру на стиль.  Кілька більш формованих віршів мало бути написано до століть пізніше, і тоді на службі зовсім іншої естетики.

## Дивіться також
- Кармен фігуратум
- Конкретна поезія